# Vadala

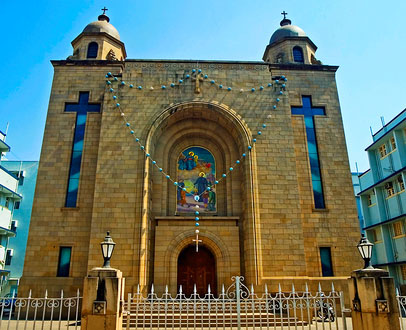
Igreja católica de Dom Bosco em Vadala.

Vadala ou Wadala (em marata: वडाळा), antes grafado Wuddala, é um bairro de Bombaim, Índia. O nome foi herdado de uma aldeia existente na ilha de Parela (que também é referida nas fontes históricas pelas suas quatro partes:  Vadala ou Varela, Matunga, Dharavi e Sion), uma das sete ilhas que foram unidas artificialmente para formar o território de Bombaim. Por vezes as áreas ou bairros de Dadar e Matunga são consideradas parte de Vadala.

## História
Até ao final do século XIX Vadala foi uma aldeia nos subúrbios de Bombaim. Em 1899–1900 foi iniciado o projeto Dadar-Matunga-Wadala-Sion, o primeiro projeto suburbano planeado de Bombaim. O Bombay City Improvement Trust  (Fundo de Melhoramento da Cidade de Bombaim), criado depois de ser aprovada uma lei no Parlamento Britânico, formulou o plano para aliviar o congestionamento no centro da cidade, a seguir à epidemia de peste que assolou Bombaim na década de 1890. Segundo o plano inicial, 85 000 seriam alojadas nas casas construídas em Vadala. Os planos regulavam as construções, pondo ênfase em condições sanitárias adequadas. Os edifícios teriam três andares e deviam ter espaço aberto entre eles. O uso dos terrenos foi planeado para ser um misto de prédios residenciais, comerciais e institucionais. Foram também planeados parques e jardins e as ruas devidamente projetadas. O governo expropriou 440 acres (1,8 km² de terrenos para serem vendidos. Pela primeira vez naquela parte do mundo foram formadas cooperativas de habitação para tirar partido dos terrenos. As colónias parse e hindu em Dadar-Wadala surgiram desta forma.
Em 1915 foi inaugurada a linha ferroviária entre o Cais de Ballard e Vadala e na zona foram também instaladas estruturas de petróleo e querosene. O Instituto Tecnológico Veermata Jijabai (VJTI), originalmente chamado Instituto Tecnológico Victoria Jubilee, foi transferido para o local onde funciona atualmente em Matunga em 1923. Em 1934 foi criado em Vadala o Departamento de Tecnologia Química da Universidade de Bombaim, atualmente o Instituto de Tecnologia Química.
Durante o Movimento de Desobediência Civil, as salinas de Vadala foram assaltadas por 1 500 militantes do Partido do Congresso em 1 de junho de 1930, após um apelo feito no Boletim do Congresso de 31 de maio para desafiar a "anarquia britânica". As autoridades reagiram rapidamente e forma detidas 11 mulheres.[carece de fontes?]

## Descrição
Em Vadala situam-se vários templos antigos, igrejas, dargahs (mausoléus-santuários sufis), campi universitários e também o maior cinema IMAX do mundo em 2004.

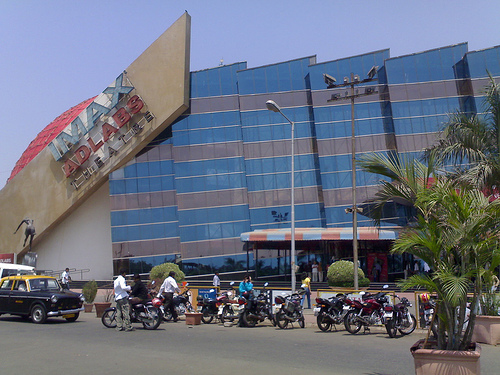
O IMAX Adlabs, alegadamente o maior cinema IMAX do mundo em 2004

Perto da estação ergue-se o Templo de Vitthal construído por Sant Tukaram, que para lá levou um ídolo do templo original de Vitthal em Pandharpur. O templo é conhecido como Prati Pandharpur ("réplica do templo de Pandharpur"). Uma das muitas festas de um dia de Bombaim é celebrada neste templo, em honra do Senhor Vitthal, no Ashadhi Ekadashi, um dia de grande significado para os hindus, que ocorre em junhoou julho no calendário gregoriano. Perto deste templo ficam também um templo de Rama do século XV e outro de Hanuman, no outro lado da rua. O último tem um salão de casamentos. Na Rua David S. Barreto encontra-se um templo de Krishna que também tem um orfanato. Há ainda um templo de Balaji, onde se celebra uma jatra (festa ou romaria hindu) em janeiro, um templo de Xiva, um Devi Mandir e um pequeno gurdwara (templo sique) perto da estação.

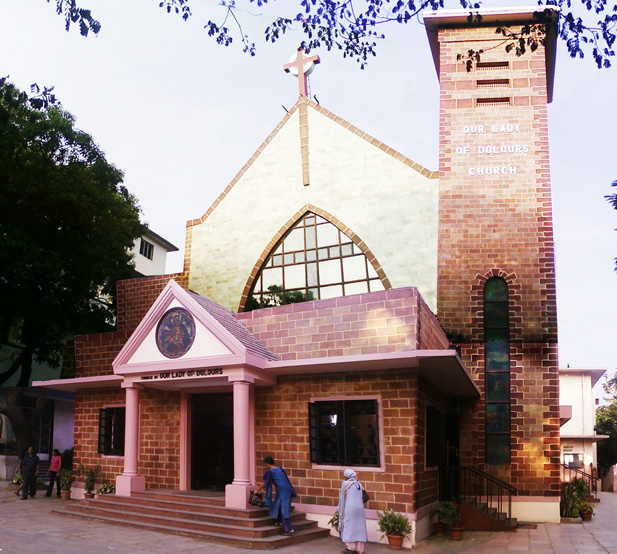
Igreja católica de Nossa Senhora das Dores (ou de São José)

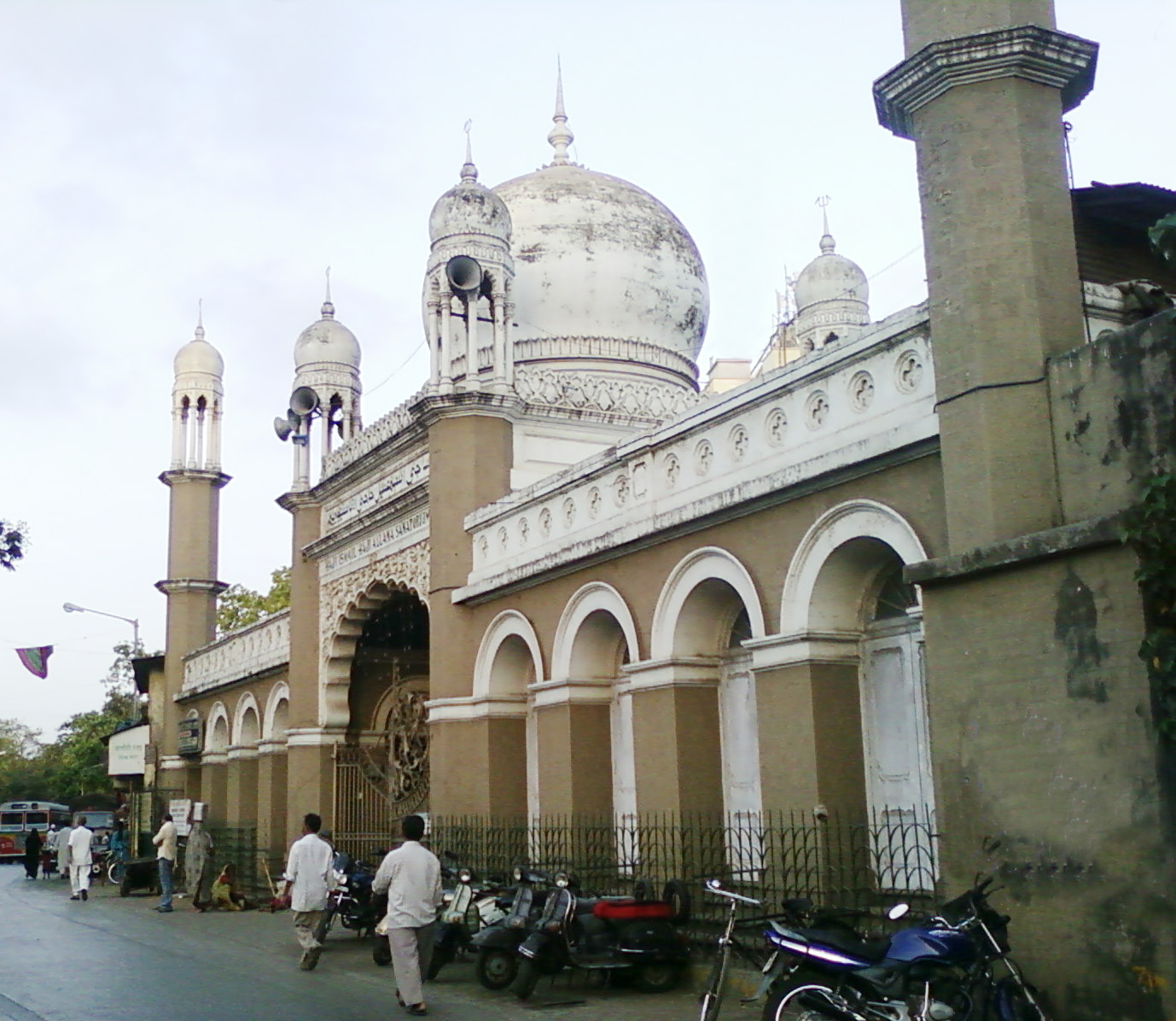
O dargah de Shaikh Mistry, em Vadala Oriental

A igreja católica de Nossa Senhora das Dores (ou de São José) situa-se no recinto do Liceu de São José (St. Joseph), na Rua David S. Barreto, entre Five Gardens e a estação de Vadala. No outro lado da rua encontra-se o Refúgio Dom Bosco, um centro de reabilitação e de educação de crianças desfavorecidas. O Dargah Barkat Ali situa-se numa colina onde termina a ponte que liga Vadala Oriental a Vadala Ocidental. A ponte é um dos marcos de Vadala.
Há dois cemitérios em Vadala Oriental, um bahá'í e outro chinês. Os cemitérios, bastante antigos, foram criados em Vadala pela mesma razão pela qual a Leprosaria Ackworth foi ali construída: Vadala era considerada um subúrbio distante da cidade.
Existem várias housing colonies (literalmente: "colónias residenciais", ou seja, condomínios fechados ou vilas) em Vadala, como Bhakti Park, Dosti Acres, Eucress e Lloyd's Estate. Em Vadala Oriental encontra-se a colónia residencial BPT (agora MbPT), um extenso condomínio para os trabalhadores do porto, que inclui um hospital. Perto do Monte Antop, o governo indiano estabeleceu o Gabinete de Propriedade Intelectual (Intellectual Property Office), responsável pelo controlo geral de patentes, designs e marcas registadas na Índia.
A cerca de dois quilómetros da estação de Vadala Oriental (Wadala Station East), depois do terminal rodoviário, encontra-se a Flamingo Bay (baía dos flamingos), onde, desde 1994, milhares de flamingos-pequenos passam o inverno. De dezembro a março, uma multidão dessas aves ocupam as marismas ricas em nutrientes a 1,5 km da costa, para se alimentarem. O projeto da construção da ponte Nhava Sheva, que ligará a ilha ao continente tem sido criticado pelos ambientalistas, que alegam que o habitat daquelas aves será destruído se o projeto for aprovado e realizado.